# Bellavista de Victoria
Bellavista de Victoria är en ort i Mexiko.   Den ligger i kommunen Palmar de Bravo och delstaten Puebla, i den sydöstra delen av landet, 180 km öster om huvudstaden Mexico City. Bellavista de Victoria ligger 2 239 meter över havet och antalet invånare är 2 492.
Terrängen runt Bellavista de Victoria är platt åt sydost, men åt nordväst är den kuperad. Runt Bellavista de Victoria är det ganska tätbefolkat, med 155 invånare per kvadratkilometer. Närmaste större samhälle är Tecamachalco, 19,9 km väster om Bellavista de Victoria. Omgivningarna runt Bellavista de Victoria är en mosaik av jordbruksmark och naturlig växtlighet.